# وانغ تشيانغ (قاتل متسلسل)
وانغ تشيانغ (16 يناير 1975-17 نوفمبر 2005) كان قاتلًا متسلسلًا ومغتصبًا ولصًا صينيًا من لياونينغ، الصين، وهو واحدًا من أكثر القتلة غزارة في تاريخ الصين.

## حياته
وُلِد وانج في عام 1975 ونشأ في قرية كايوان الصغيرة، لياونينغ. كان والده مسيئًا جسديًا وعاطفيًا تجاه عائلته، ومدمنًا على الشرب والمقامرة، وحرم وانغ من فرصة دخول المدرسة. ونتيجة للإساءة، غادر وانج منزله في النهاية وعاش في الشوارع.
في عام 1990، في ساحة محطة سكة حديد شنيانغ، حاصرت مجموعة من المتسولين وضربوا وكادوا أن يموتوا. بعد أيام من إطلاق سراحه من مركز الشرطة، استقبله رجل أكبر سنًا، وأعطاه وجبة طعام وأخبره أنه لن يتمكن أبدًا من العيش بالتسول، وأنه "لن يتمكن من التقدم إلا بالسرقة". بدأ وانج في السرقة، وكانت معظم الأموال المسروقة تذهب إلى الرجل الذي يأويه. في يونيو 1991، سرق وانج محفظة وأُرسل إلى معسكر عمل لمدة عامين.

## جرائم القتل والاغتصاب
ارتكب وانغ أول جريمة قتل مؤكدة في 22 يناير 1995. وتظهر السجلات الرسمية أن وانج أدين بارتكاب 45 جريمة قتل، و10 جرائم اغتصاب، و34 عملية سطو، وأن معظم جرائمه ارتكبت في حدائق عامة. وتعرضت بعض الفتيات الصغيرات للاغتصاب بعد الوفاة . أثناء هجماته، والتي كان يرافقه فيها في كثير من الأحيان مجرمين عنيفين آخرين، كان يهاجم الرجال فجأة، ويسرق ويغتصب ضحاياه من الإناث.
بعد إلقاء القبض عليه، تعاون وانغ مع المحققين وقادهم إلى مسرح جرائمه. وتذكر حادثة وقعت في قرية شوتاي في 6 يوليو/تموز 2000، عندما رأى أسرة مكونة من ثلاثة أفراد نائمين فحطم رؤوسهم بفأس واغتصب الفتاة الصغيرة الميتة. وزعم وانج أنه بدأ القتل في عام 1992، لكن هذا لم يتم التحقق منه.

## الاعتقال والمحاكمة والإعدام
وقد ثبت تورط وانج من قبل شركائه الذين تم سجنهم وإلقاء القبض عليهم في 14 يوليو/تموز 2003. استغرق استجوابه عامًا ونصفًا، وبدأ وانج يعترف تدريجيًا.
حُكم على وانج بالإعدام بتهمة القتل في 23 مارس 2005 وتم إعدامه رمياً بالرصاص في 17 نوفمبر 2005.